# توربان بويات
توربان بويات (بالفنلندية: Torpan Pojat) هو فريق كرة سلة فنلندي تأسس في سنة 1932 يقع مقره في هلسنكي.

## الإنجازات
- الدوري الفنلندي لكرة السلة
  - 1960، 1966، 1978، 1981، 1983، 1986، 1996، 1997، 1998
- كأس فنلندا لكرة السلة
  - 1980، 1992، 1996، 1997

## أبرز اللاعبين
من أبرز اللاعبين الذين لعبوا معه:
- دينيس رودمان
- ميكو كويفيستو
- سكوتي بيببن

## وصلات خارجية
- الموقع الرسمي

قالب:دوري اتحاد في تي بي